# Heszperiszek
A Heszperiszek vagy Heszperidák (ógörögül:  Ἕσπερίδες, latinul: Hesperides) a görög mitológiában nimfák, a boldogság  kertjének őrzői és gondozói. 
Kertjük a világ nyugati sarkában volt, egyesek szerint Árkádia hegyei között Görögországban, mások szerint Líbiában az Atlasz-hegység közelében, vagy egy távoli szigeten az óceán peremén. Sztészikhorosz Geryon éneke című költeménye és Sztrabón a görög író és földrajztudós Geographika (III kötet) című könyve szerint a heszperiszek Tartessosban éltek a mai Ibériai-félsziget déli részén. Hésziodosz görög költő mondai költeményében azt írja, hogy Cádiz ősi neve Erytheia volt, ami az egyik heszperisz neve. Mások a mai Marokkó területén, Tanger és Larache között helyezik el a heszperiszek kertjét.

## Az est

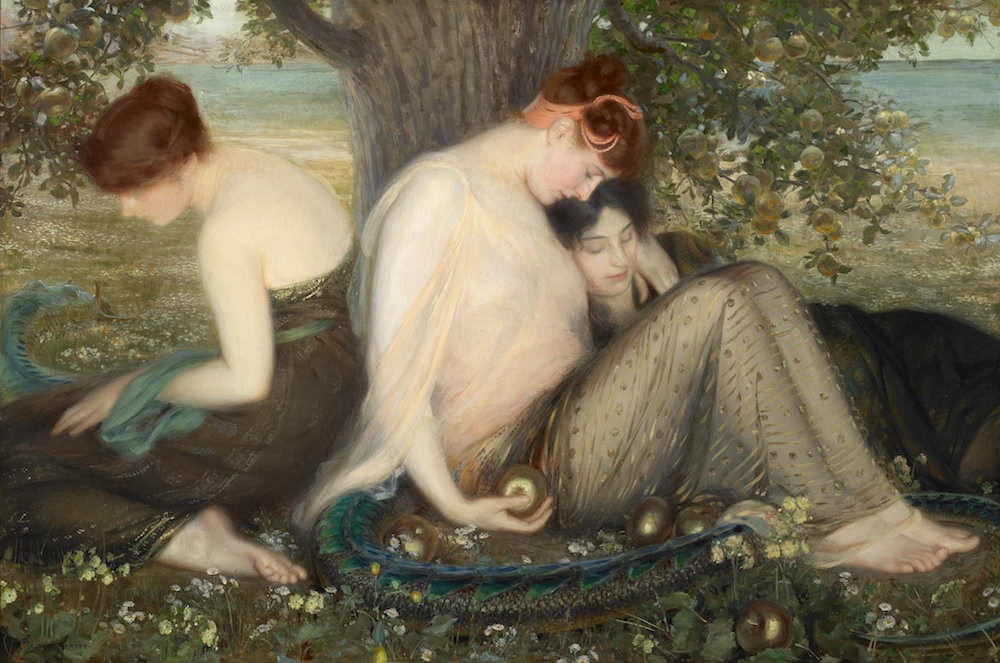
Albert Herter: Heszperiszek kertje

Különböző források szerint a heszperiszek hárman, négyen, vagy heten voltak. Számukat tekintve a három a legelterjedtebb a görög triászok mintájára, mint a három grácia vagy a Moirák. Név szerint Aegle (a pompázó „kápráztató fény”), Arethusza, Erütheia (vagy Erytheia a bíborló), Heszperia (vagy Hespereia, az alkonyuló), Heszpera, Hesztia, és Heszperusza.
Említik őket az Est leányai, Nyugat szüzei vagy a Naplemente, az Alkonyat istennői néven is – minden megjelenésükben kötődnek feltételezett lakhelyükhöz, a távoli Nyugathoz. Heszperia az alkony megtestesítője (ahogyan Éósz a hajnalé) és az esti csillag neve is az álomhozó „Hesperus”.
Hésziodosz szerint az Éjszaka istennőjének, (Nüx) lányai, akiket az istennő csakis önmagából szült meg. Más források szerint Atlasz titán gyermekei voltak, de Zeusz lányai között is olvashatunk róluk, sőt néhol szülőként említik  Themiszt, vagy Phorküszt és Kétót.

## A Heszperiszek kertje
A Heszperiszek kertje Héra gyümölcsöskertje, ahol az egyik fán az örök ifjúság és halhatatlanság aranyalmái teremnek. Az aranyalmafát Gaia adta nászajándékként Hérának, Zeusszal tartott esküvőjén. A csodálatos hangú heszperiszek feladata volt a fa gondozása és őrzése. Ám egyszer mégis megrabolták őket, ezért Héra melléjük rendelt segítőtársként egy sohasem alvó, százfejű sárkányt, akit Ladónnak hívtak.
Noha Héraklészt eredetileg csak tíz feladat elvégzésével bízták meg, Eurüsztheusz mükénéi király kettőt nem fogadott el, ezért Héraklész feladatainak számát további kettővel toldotta meg. Ezek egyike, szám szerint a tizenegyedik feladat az volt, hogy almát lopjon a Heszperiszek kertjéből.
Héraklész nem tudta hol keresse az aranyalmákat, ezért foglyul ejtette Néreuszt, a hajó-testű tengeristent, megkötözte és addig el sem engedte, amíg az el nem árulta, merre találja meg a heszperiszeket és a kertet. Útja során megküzdött Antaeusszal, a bűvös erejű óriással, keresztül haladt Egyiptomon, átszelte Ázsiát és Arábiát. Bolyongása során a Kaukázusban rátalált a sziklához láncolt Prométheuszra. Megölte a Prométheuszt kínzó keselyűt, ezzel kiszabadította  a Zeusz által rászabott büntetésből. Hálából azt a jótanácsot kapta, hogy ne maga menjen be a kertbe az almákért, hanem munkájához kérje Atlasz segítségét.
Héraklész átkelt az óceánon, majd hosszú vándorlás, harcok és komoly megpróbáltatások árán eljutott a heszperiszek kertjéhez. Ott megkérte Atlaszt, hogy szerezzen neki három aranyalmát. Fizetségül felajánlotta, hogy erre az időre hátára veszi az égboltot. Atlasz elfogadta az alkut (e verzió szerint ő volt a heszperiszek apja). Mikor három nap múlva szerencsésen visszatért az almákkal, Atlasz boldog volt hogy megszabadult terhétől, és semmi kedve sem volt visszavenni az eget. Ám Héraklész rászedte. Látszólag elfogadta Atlasz döntését, de megkérte, csupán annyi időre fogja meg újra az égboltot, amíg egy párnát tesz a vállára, hogy kényelmesebben hordhassa a hatalmas terhet. Atlasz gyanútlanul megtette, Héraklész pedig elsétált az almákkal. Egy másik variáció szerint Héraklész elpusztította Ladónt, és így jutott az aranyalmákhoz.
Héraklész volt az egyetlen, akinek sikerült almát lopni a heszperiszek kertjéből, amelyeket később Athéné visszajuttatott eredeti helyükre. Úgy tartják, hogy a „boldogság almáival” sikerült elcsábítani a szépséges Atalantét is, de ezek nem azonosak a „viszály almájával”, amelyet Erisz használt, amikor elindította a legszebbek közötti versengést az Olümposzon.
- William Etty: Heszperiszek
- BurneJones: Heszperiszek kertje
- John Singer Sargent: Atlasz és a Heszperiszek
- Giovanni Antonio Pellegrini: Héraklész és a Heszperiszek
- id. Lucas Cranach: Héraklész almát lop a Heszperiszektől
- Edward Calvert: Heszperiszek tánca az aranyalmafánál

### Égi eredet
Közvetlenül a Mérleg csillagkép fölött találhatjuk a Kis Medve csillagképet. Ezt a csillagalakzatot csak a 6. századtól nevezték Kis Medvének, ezt megelőzően a hét nővér, pontosabban Heszperiszek volt a csillagkép neve. A mellette  látható szárny pedig a Sárkány csillagkép része.
A Nagy Medve csillagkép a Kis Medve és a Mérleg között fekszik. Az ősi időkben úgy tartották, hogy ez az almafa, rajta a három aranyalma a csillagkép legfényesebb pontjai, amelyek a mai csillagképben a medve farkát alkotják. A Kis Medve és Nagy Medve csillagképek között találjuk a Draco csillagképet, amely úgy ül, mint az almákat védelmező sárkány a Kis Medve, azaz a Heszperiszek csillagképe előtt és fenyegetően tekint a nap felé.